# Albániai forgalmi rendszámok

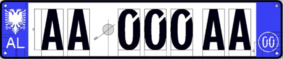
Jelenlegi (2011-től érvényes) albán forgalmi rendszám

Az albán forgalmi rendszámok kiadása a regionális közlekedési hatóságok jogkörébe tartozik Albániában. Az 1994 utáni olasz és a 2009 utáni francia rendszámokhoz hasonló formátumot 2011. február 16-án vezették be az országban. A rendszám bal oldalán kék sávban az  AL országkód, felette az újratervezett kétfejű sas látható, mindkettő fehér színnel. A jobb oldalon, szintén kék sávban a forgalomba helyezés éve, és a regionális kód olvasható, amelyet még a 2000-ig érvényben lévő közigazgatási beosztás, az albániai kerületek alapján alakítottak ki (2015 óta az albániai megyék községekre oszlanak). A két kék sáv fogja közre a voltaképpeni forgalmi rendszámot, amely két betűvel kezdődik, ezt egy biztonsági hologram közbeiktatásával három számjegy követi, majd két betű zárja le.

## Jelenlegi rendszámok

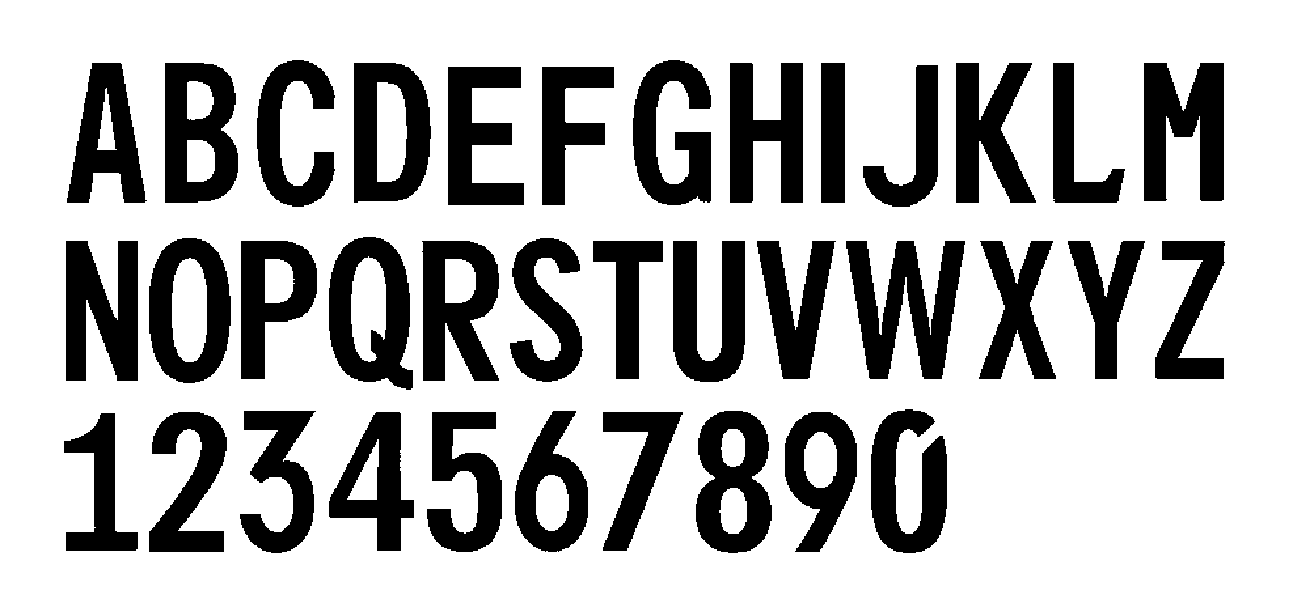
Az albán rendszámok betűtípusa.

A jelenlegi rendszámtáblákat 2011 februárjától bocsájtják ki. A tábla bal oldalán kék alapon, fehér színnel Albánia címerállata és a sima felületű (tehát nem domború) AL-betűjelzés látható. A rendszám formátuma: két betű, három szám és két betű (AA 000 AA). Az első két betű és a három szám között található egy matrica, szintén Albánia címerével, továbbá két vízszintes vonal szolidan körbefut a rendszámon. A rendszám jobb oldalán pedig szintén egy kék csík található, lenti részén egy körrel.

### Betűtípus
Albánia egyedi betűstílust használ rendszámain, amelyet más joghatóság nem használ. A táblázatban az összes használatos karakter látható.

### Típusok
- A – normál méret (európai szabvány: 520 × 110 mm)
- B – kis méret (kétsoros: 177 × 177 mm) motorkerékpárra (Olyan járművekre is ilyen kerül már, amelyekre a normál méret nem fér rá, ilyenek jellemzően egyes amerikai autók.)
- C – normál méret (kétsoros: 254 × 205 mm)
- Kétsoros: 360 × 100 mm és 305 × 153 mm (Nem európai szabvány, általában olyan járművekre is ilyen kerül már, amelyekre a normál méret nem fér rá, ilyenek jellemzően egyes USA-ból, Olaszországból vagy Svájcból származó autók.)

### Rendszámfajták
Jelmagyarázat
- A – tetszőleges betű (latin ábécé)
- 9 – tetszőleges szám
- D – évszám
- # – betű vagy szám
- aláhúzás – fix karakterek

| AA 000 AA |

| AA 000 AA |

| CD 99 99A |

| TR 99 99A |

| AA MB 99 |

| AA RB 99 |

| MM 999AA |

| MB 999 AA |

| AA 000 T |

| AA MT 99 |

| AA RT 99 |

| AA R 999 |

| AA 0 PROV |

| AA 0 PRK |

- UNHCR - ENSZ-hez tartozó autók rendszámai

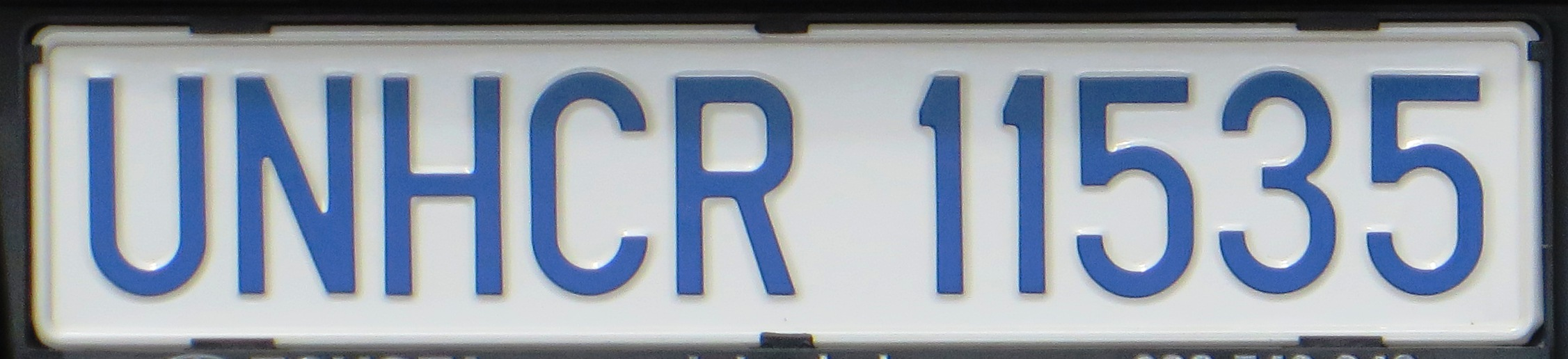
ENSZ-szervezethez tartozó rendszám

## Korábbi rendszámok

### 1958–1993 közötti sorozat
1958 és 1993 között a kommunizmus idején a teherautók tábláit az autók oldalaira festették a körzetnév kezdőbetűjével és öt számjegyű sorozatszámmal. 1991-ben már két számjegy volt a körzetnév és utána három számjegy következett. A kommunizmus bukása után új szabványos méretű formátumot vezettek be, amely hasonló az 1993 utáni modellhez, de más betűtípussal és a hiányzó nemzeti országkóddal.

### 1993–2011 közötti sorozat

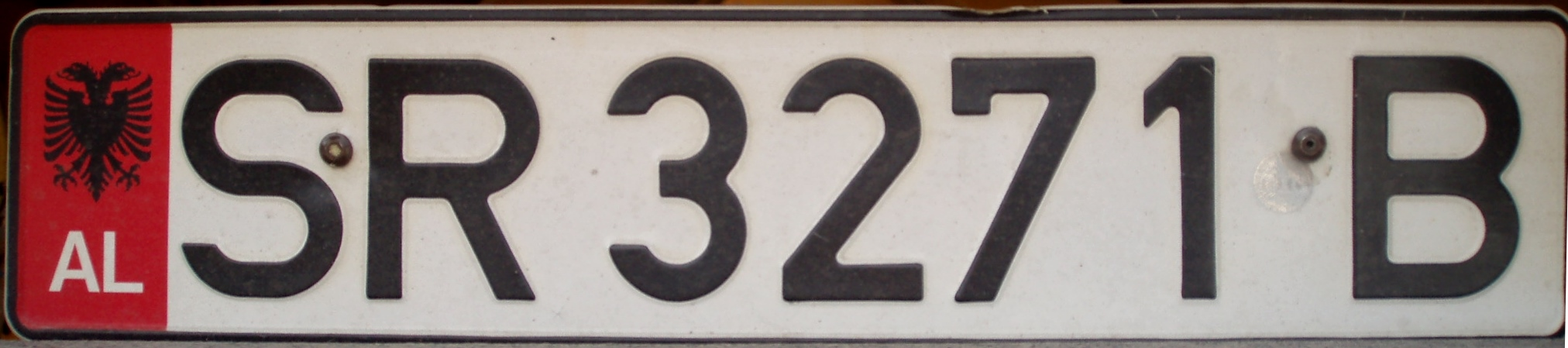
1995 és 2002 között használt rendszámtábla. 'SR' azaz a Sarandai kerületből.

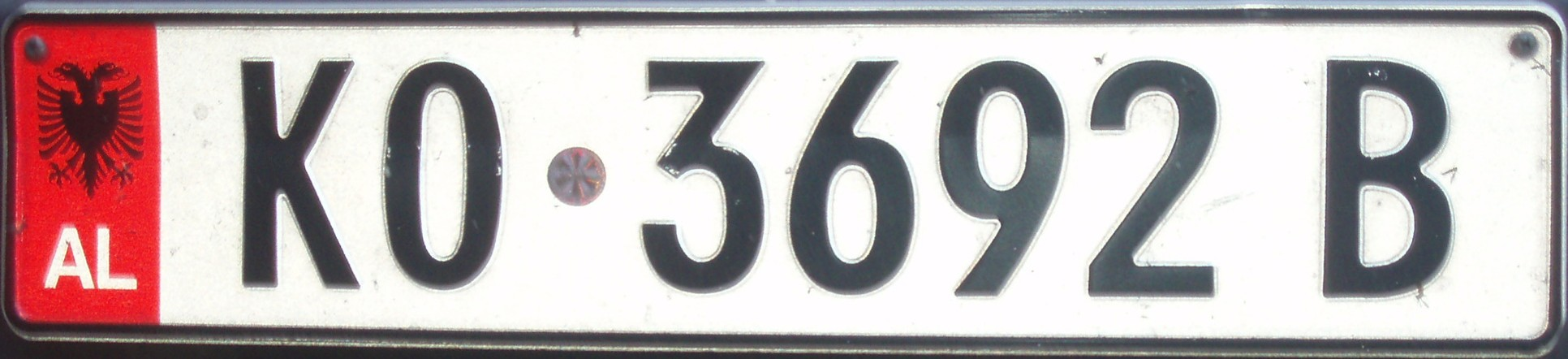
A 2002 után használt új betűtípusú rendszámtábla. 'KO' azaz a Korçai kerületből.

A 90-es éveben nagy változás történt a rendszámtáblák tekintetében. 
Az 1993-as formátum továbbra is érvényes annak ellenére, hogy az új, 2011-es táblákat 2011 februárjában vezették be. A régi, 1993-as formátumot 1993 körül vezették be, a bal oldali nemzeti azonosító csíkkal (1995-ben) és egy új, nagyobb DIN 1451-es betűtípussal. A karakterek közötti távolság többször változott, és egy biztonsági hologram is hozzáadásra került. Az első két betűformátum egy albán körzetnév területkódos rövidítése. Az 1993 és 2011 közötti rendszámok első két betűje azt a területkódot mutatja meg, hogy az ország mely részén bocsájtották forgalomba a járművet. A sorozat rendszáma mai is hatályosak.

#### Regionális kódok

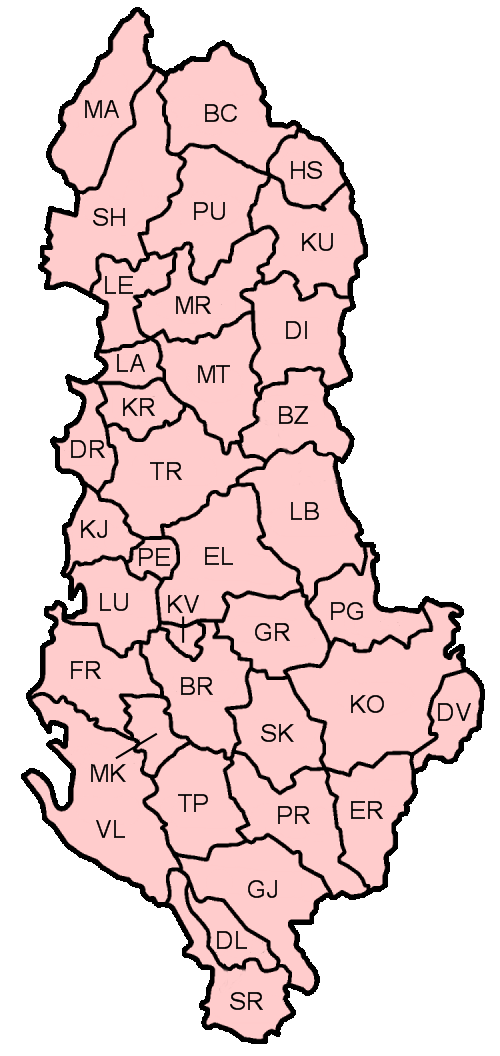
Az egykori albán kerületek térképe a regionális kódokkal.

A területalapú betűkódok 2011-ig voltak hatályosak a rendszámtáblákon. A kódok Albánia kerületei alapján kerültek kijelölésre.
- BC: Tropoja (a székhely, Bajram Curri rövidítése)
- BR: Berat
- BZ: Bulqiza
- DI: Dibra
- DL: Delvina
- DR: Durrës
- DV: Devoll
- EL: Elbasan
- ER: Kolonja (a székhely, Erseka rövidítése)
- FR: Fier
- GJ: Gjirokastra
- GR: Gramsh
- HS: Has
- KJ: Kavaja
- KO: Korça
- KR: Kruja
- KU: Kukës
- KV: Kuçova
- LA: Kurbin (a székhely, Laç rövidítése)
- LB: Librazhd
- LE: Lezha
- LU: Lushnja
- MA: Malësia e Madhe
- MK: Mallakastra
- MR: Mirdita
- MT: Mat
- PE: Peqin
- PG: Pogradec
- PR: Përmet
- PU: Puka
- SH: Shkodra
- SK: Skrapar
- SR: Saranda
- TP: Tepelena
- TR: Tirana
- VL: Vlora

## Fordítás
Ez a szócikk részben vagy egészben  a   Vehicle registration plates of Albania című angol Wikipédia-szócikk ezen változatának fordításán alapul.  Az eredeti cikk szerkesztőit annak laptörténete sorolja fel. Ez a jelzés csupán a megfogalmazás eredetét és a szerzői jogokat jelzi, nem szolgál a cikkben szereplő információk forrásmegjelöléseként.